# Середино-Будська міська територіальна громада
Середино-Будська міська громада — територіальна об'єднана громада в Україні, у Шосткинському районі Сумської області. Адміністративний центр — місто Середина-Буда.
Площа громади — 591,6 км². Усього землі — 59 242,3 га, сільськогосподарського призначення — 35 919,1 га, житлової та громадської забудови — 244,2 га, лісогосподарського призначення — 20 307,4 га, водного фонду — 431,6 га. Населення — 10 634 мешканців (2020). Станом на початок 2021 року населення складало 10 775 осіб.

## Історія
Громада утворена 12 червня 2020 року.
В ході впровадження в Україні реформи децентралізації, наприкінці 2020 року почала функціонувати оновлена Середино-Будська міська територіальна громада. До неї приєдналися території колишніх Великоберізківської, Жихівської, Кам'янської, Пигарівської, Рожковицької, Ромашківської, Старогутської, Чернацької сільських рад.
19 липня 2020 року, в результаті адміністративно-територіальної реформи та ліквідації Середино-Будського району, громада увійшла до складу Шосткинського району.

## Населені пункти
У складі громади 1 місто (Середина-Буда), 4 селища (Зарічне, Нова Спарта, Рудак, Прогрес) і 29 сіл:
- Василівка
- Велика Берізка
- Винторівка
- Гаврилова Слобода
- Гутко-Ожинка
- Демченкове
- Жихове
- Кам'янка
- Красичка
- Лісова Поляна
- Луг
- Лукашенкове
- Нова Гута
- Нововолодимирівка
- Перемога
- Пигарівка
- Порохонь
- Ріг
- Рожковичі
- Ромашкове
- Рудня
- Ситне
- Сорочине
- Стара Гута
- Троїцьке
- Хлібороб
- Чернацьке
- Шалимівка
- Ясна Поляна